# USS Mission Bay (CVE-59)
Авіаносець «Мішн Бей» (англ. Mission Bay (CVE-59)) — ескортний авіаносець США часів Другої світової війни, типу «Касабланка».

## Історія створення
Авіаносець «Мішн Бей» був закладений 28 грудня 1942 року на верфі Kaiser Shipyards у Ванкувері під ім'ям «Atheling» і початково призначався для передачі ВМС Великої Британії за програмою ленд-лізу, але 3 квітня 1943 року перепризначений для ВМС США та перейменований на «Мішн Бей», на честь затоки Мішн-Бей, розташованої на північний захід від Сан-Дієго. Спущений на воду 26 травня 1943 року, став до ладу 1 вересня 1943 року.

## Історія служби
Від листопада 1943 року до травня 1945-го авіаносець «Мішн Бей» діяв у складі пошуково-ударної групи в Атлантиці.
На початку 1944 року здійснив один рейс для перевезення літаків до Індії.
21 липня 1947 року авіаносець виведений у резерв, 12 червня 1955 року перекласифікований у допоміжний авіаносець  CVU-59.
1 вересня 1958 року виключений зі списків флоту і наступного року проданий на злам.